# أبوسوم باتاغوني
أبوسوم باتاغوني (الاسم العلمي:Lestodelphys halli)، هو نوع من الأبوسوم.